# Иналджик, Халил
Хали́л Иналджи́к (тур. и крымскотат. Halil İnalcık; 26 мая 1916, Стамбул — 25 июля 2016, Анкара) — турецкий историк-османист крымскотатарского происхождения. Автор как фундаментальной англоязычной «Энциклопедии ислама», так и её турецкоязычной расширенной версии — «Исламской энциклопедии».

## Биография
Родители — крымские татары, покинувшие Крым в 1905 году. Окончил педагогический лицей в Балыкесире, затем в 1940 году — Анкарский университет. Его работа о Тимуре привлекла внимание Мехмета Кёпрюлю. В 1942 году Иналджик получил степень доктора философии за работу о положении болгар в Османской империи, в основном в эпоху Танзимата. Этот научный труд — один из первых случаев использования социо-экономического подхода в турецкой историографии. В 1947 году стал членом Турецкой исторической организации.
В 1949 году был отправлен в Лондон. Там он изучал османские и турецкие надписи в Британском музее и посещал Пауля Виттека. В 1950 году посетил конгресс в Париже, на котором познакомился с Фернаном Броделем, оказавшим на него впоследствии значительное влияние. В 1951 году вернулся в Турцию, с 1952 года преподавал в Анкарском университете. В 1953—1954 годах читал лекции в Колумбийском университете, в 1956—1957 годах преподавал в Гарвардском университете.
Вследствие политической нестабильности в Турции покинул страну. С 1972 года работал в Чикагском университете, до 1986 года преподавал там историю Османской империи. В 1990—1992 годах читал лекции в Гарвардском и Принстонском университетах. В 1992 году вернулся в Турцию, до конца жизни преподавал в Билькентском университете. В 1993 году передал своё собрание изданий по истории Османской империи Билькентскому университету.

## Научные труды
- The Ottoman Empire, The Classical Age, 1300—1600, London, 1973
- Studies in Ottoman social and economic history, London, 1985
- The Middle East and the Balkans under the Ottoman Empire, Bloomington, 1993
- Süleyman the second and his time, Istanbul, 1993
- An Economic and Social History of the Ottoman Empire (Donald Quataert ile birlikte), Cambridge, 1994
- From empire to republic: essays on Ottoman and Turkish social history, Istanbul, 1995
- Sources and studies on the Ottoman Black Sea, Cambridge, 1995
- History of Humanity (editor, Peter Burke ile birlikte), 1999
- Ottoman Civilization (Gunsel Renda ile birlikte), Ankara, 2003
- Essays in Ottoman History, Eren Yayıncılık
- Makaleler 1: Doğu Batı, Doğu Batı Yayınları, 2005
- Fatih devri üzerinde tetkikler ve vesikalar, Ankara, 1954
- Osmanlı'da Devlet, Hukuk, Adalet, Eren Yayıncılık, 2000
- Osmanlı İmparatorluğu’nun Ekonomik ve Sosyal Tarihi Cilt 1 /1300-1600, Eren Yayıncılık, Prof. Dr. Donald Quataert ile, 2001
- Osmanlı İmparatorluğu’nun Ekonomik ve Sosyal Tarihi Cilt 2 / 1600—1914, Eren Yayıncılık, 2004
- Osmanlı İmparatorluğu — Toplum ve Ekonomi, Eren Yayıncılık
- Osmanlı İmparatorluğu Klasik Çağ (1300—1600), Yapı Kredi Yayınları, 2003
- Tanzimat ve Bulgar Meselesi, Eren Yayıncılık
- ABD Tarihi, Allan Nevins/Henry Steele Commager (çeviri) Doğu Batı Yayınları, 2005
- Şair ve Patron, Doğu Batı Yayınları, 2003
- Balkanlar (Prof. Dr. Erol Manisalı ile)
- Atatürk ve Demokratik Türkiye, Kırmızı Yayınınları (1.Baskı: Temmuz 2007 — 2.Baskı: Aralık 2007)
- Devlet-i Aliyye (1.Baskı: 2009)
- Kuruluş — Osmanlı Tarihini Yeniden Yazmak
- Tanzimat, Değişim Sürecinde Osmanlı İmparatorluğu (Mehmet Seyitdanlıoğlu ile birlikte) İş Bankası Kültür Yayınları, 2011.
- OSMANLILAR, Fütühat ve Avrupa İle İlişkiler
- Has-Bağçede 'Ayş u Tarab — Nedimler Şairler Mutripler, İş Bankası Kültür Yayınları (2011)
- Kuruluş ve İmparatorluk Sürecinde Osmanlı
- Osmanlılar (2010)
- Kuruluş ve İmparatorluk Sürecinde Osmanlı (2011)
- Rönesans Avrupası Türkiye’nin Batı Medeniyetiyle Özdeşleşme Süreci, İş Bankası Kültür Yayınları (2011)
- Osmanlı ve Modern Türkiye, Timaş Yayınları (2013)
- Devlet-i 'Aliyye: Tagayyür ve Fesad, Osmanlı İmparatorluğu Üzerine Araştırmalar II, İş Bankası Kültür Yayınları (2014)

## Награды
- Великий офицер ордена «За заслуги перед культурой»[рум.] в категории F «Продвижение Культуры» (2005, Румыния)[13]
- Почётная грамота Кыргызской Республики (5 октября 2004, Киргизия) — за заслуги в развитии кыргызско-турецких отношений в области науки и образования[14]
- Большая премия президента Турецкой Республики в области культуры и искусств (2005)
- Большая премия Турецкой Республики в области культуры и туризма
- Международная премия короля Фейсала в области исламоведения (2011)
- Почётный доктор Еврейского университета в Иерусалиме
- Почётный доктор Афинского университета
- Почётный доктор Бухарестского университета
- Почётный доктор Босфорского университета